# Zdeněk Miler
Zdeněk Miler, född 21 februari 1921 i Kladno, död 30 november 2011 i Nová Ves pod Pleší, Příbram, var en tjeckisk filmskapare, animatör och illustratör.
Han var mest känd för filmerna om Krtek, den lilla mullvaden.